# Sumpastrild
Sumpastrild (Estrilda paludicola) är en fågel i familjen astrilder inom ordningen tättingar.

## Utseende och läte
Sumpastrilden är en liten och vacker astrild med röd näbb, svart stjärt, olivbrun rygg och röd övergump som syns väl i flykten. Färgen på hjässan och ansiktet varierar från grått till olivgrönt till något däremellan. Undersidan kan vara mattvit eller gul. Helenaastrild och svartgumpad astrild saknar båda den röda övergumpen. Lätet är kort, nasalt och ljust och avges ofta i flykten.

## Utbredning och systematik
Sumpastrild delas in i tre grupper med sammanlagt sex underarter, med följande utbredning:
- Estrilda paludicola ochrogaster – västra Etiopien och östra Sydsudan
- paludicola-gruppen
  - Estrilda paludicola paludicola – Centralafrikanska republiken, södra Sudan, västra Sydsudan, nordöstra Demokratiska republiken Kongo, norra och centrala Uganda och västra Kenya
  - Estrilda paludicola roseicrissa – östra Kongo-Kinshasa, Rwanda, Burundi, sydvästra Uganda och nordvästra Tanzania
  - Estrilda paludicola marwitzi – sydvästra Tanzania
  - Estrilda paludicola ruthae – Kongo-Brazzaville och omedelbart intill Gabon och västra Kongo-Kinshasa
- Estrilda paludicola benguellensis – Angola, södra Kongo-Kinshasa och norra Zambia

## Levnadssätt
Sumpastrilden hittas i en rad olika lummiga områden, som gräsmarker, fuktiga buskmarker, odlingsbygd, öppen skog och hyggen.

## Status
Arten har ett stort utbredningsområde och beståndet anses vara stabilt. Internationella naturvårdsunionen IUCN listar den därför som livskraftig (LC).